# Collateral Beauty
Collateral Beauty (prt: Beleza Colateral; bra: Beleza Oculta), é um filme dramático estadunidense de 2016, dirigido por David Frankele e escrito por Allan Loeb. O filme é estrelado por Will Smith, Edward Norton, Keira Knightley, Michael Peña, Naomie Harris, Jacob Latimore, Kate Winslet e Helen Mirren. Trata-se da história de um homem que enfrenta a morte de sua filha escrevendo cartas para o tempo, a morte e o amor. 
O filme estrelou no Festival Internacional de Cinema do Dubai em 13 de dezembro de 2016, sendo lançado nos Estados Unidos em 16 de dezembro de 2016, recebendo crítica positiva e negativa, faturando mais de 88,5 milhões de dólares em todo mundo.

## Enredo
Howard Inlet (Will Smith) é um publicitário nova-iorquino que levava uma vida perfeita, até o dia em que sua filha morre. Após essa tragédia pessoal, Howard entra em depressão e passa a escrever cartas para a Morte, o Tempo e o Amor, algo que começa preocupar seus amigos e colegas de trabalho. Porém, o que parecia ser impossível, torna-se realidade quando as três parte do universo decidem entrar em contato com Howard. Morte (Helen Mirren), Tempo (Jacob Latimore), Amor (Keira Knightley), tentam ensinar o valor da vida para o homem.

## Produção

### Filmagens
A filmagem começou em 22 de fevereiro de 2016 na cidade de Nova Iorque, com lugar em Queens e em Manhattan, sendo em 10 de março de 2016 passado para o museu Whitney.

## Elenco
- Will Smith como  Howard Inlet
- Edward Norton como Whit Yardsham
- Kate Winslet como Claire Wilson
- Michael Peña como Simon Scott
- Helen Mirren como Brigitte / "Morte"
- Keira Knightley como Amy Moore / "Amor"
- Jacob Latimore como  Raffi / "Tempo"
- Naomie Harris como  Madeleine
- Ann Dowd como detetive Sally Price
- Kylie Rogers como Allison Yardshaw, filha de Whit
- Mary Beth Peil como sra. Yardsham, mãe de Whit
- Raymond Greene-Joyner como sr. Yardsham, pai de Whit'
- Shirley Rumierk como sra. Scott, mulher de Simon

## Lançamento
A trama foi lançado pela Warner Bros em 16 de dezembro de 2016.

## Trilha sonora
A música principal do filme é a canção "Way Down We Go", da banda de rock islandesa Kaleo. Em novembro de 2016, foi confirmado que OneRepublic cantou uma música com o título "Let's Hurt Tonight" que fez parte da trilha sonora do filme, lançado no vídeo musical 6 de dezembro de 2016.